# Håvard Holmefjord Lorentzen
Håvard Holmefjord Lorentzen (n. 2 octombrie 1992, Bergen, Norvegia) este un patinator de viteză ce a reprezentat Norvegia, medaliat olimpic. A participat la 3 ediții ale Jocurilor Olimpice (2014, 2018, 2022) în care a câștigat o medalie de bronz.